# Motorola Xoom 2
Motorola Droid Xyboard (anteriormente lanzado como Motorola Xoom 2 en Europa antes de ser renombrado) es una tableta con Android de Motorola Mobility, anunciada el 3 de noviembre de 2011.
Comparado con su predecesor, el Motorola Xoom, el sitio web de Motorola dijo que el Motorola Droid Xyboard sería "10% más liviano", "33% más delgado", tendría una "pantalla HD mejorada de 10.1 pulgadas" y sería capaz de "transmitir PC" archivos a su tableta con MotoCast™". El dispositivo está disponible en variantes 3G y WiFi con opciones entre una pantalla de 8.2 pulgadas o una pantalla de 10.1 pulgadas. El sitio web también afirma que el procesador de doble núcleo a 1.2 GHz de la tableta "aumenta la velocidad en un 20%".
Hay un lápiz capacitivo activo opcional disponible, se vende por separado.

## Media Edition/Droid 2.1
El Motorola Droid Xyboard también está disponible como Media Edition. El sitio web de Motorola establece que "Transmitirá archivos desde su PC" con "MotoCast™" y tiene una "pantalla ancha HD" de 8.2 pulgadas con "sonido envolvente virtual adaptable". El Media Edition no es compatible con el lápiz táctil activo.

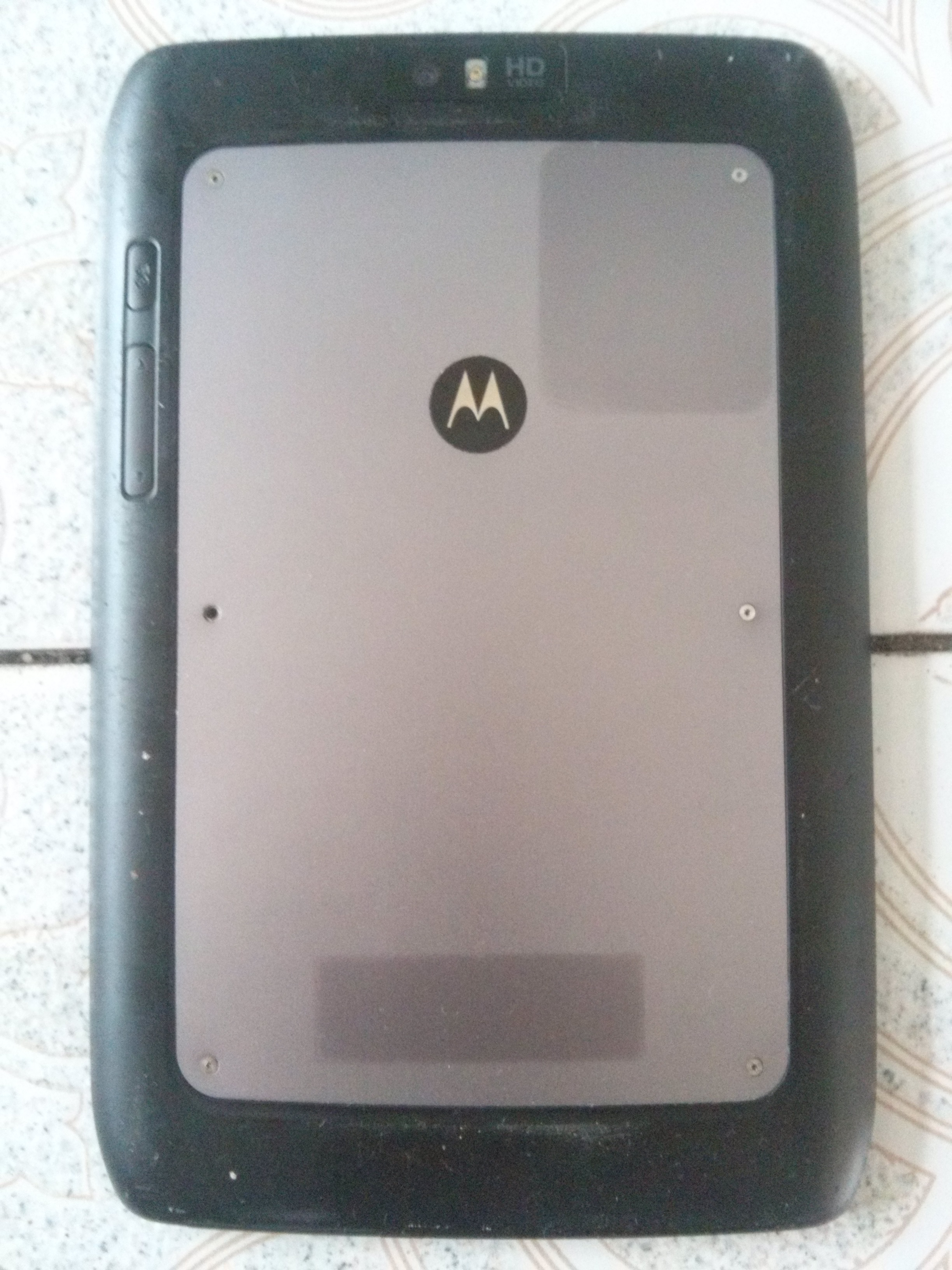
Parte trasera del Motorola Xoom 2 ME.

## Disponibilidad

#### Reino Unido
Ambas tabletas Xoom 2 se lanzaron en noviembre de 2011 y están disponibles en el Reino Unido en Carphone Warehouse, Best Buy, Dixons, PC World y Currys.

#### Norteamérica
El Motorola Droid Xyboard se lanzó en algunas tiendas el 9 de diciembre y se lanzó en todas las tiendas el 12 de diciembre de 2011.